# Diocesi di Kumbakonam

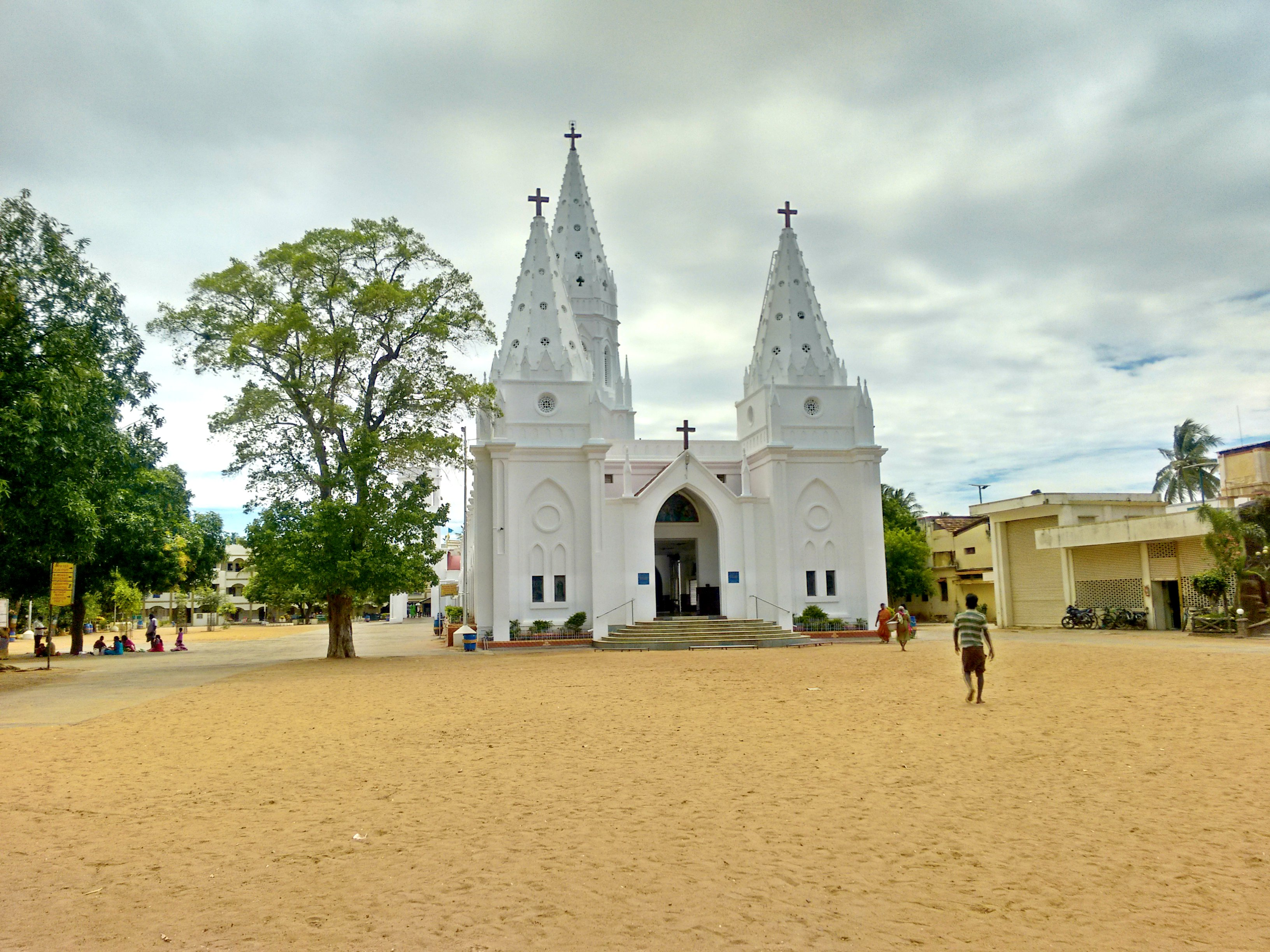
La basilica minore di Nostra Signora di Lourdes di Poondi.

La diocesi di Kumbakonam (in latino Dioecesis Kumbakonamensis) è una sede della Chiesa cattolica in India suffraganea dell'arcidiocesi di Pondicherry e Cuddalore. Nel 2021 contava 262.426 battezzati su 5.985.100 abitanti. È retta dal vescovo Jeevanandam Amalanathan.

## Territorio
La diocesi comprende 12 taluks distribuiti nei distretti di Thanjavur, Tiruchirappalli, Perambalur e Tiruvarur nello stato indiano del Tamil Nadu.
Sede vescovile è la città di Kumbakonam, dove si trova la cattedrale di Santa Maria. A Poondi, nei pressi di Thirukkattupalli, sorge la basilica minore di Nostra Signora di Lourdes.
Il territorio è suddiviso in 93 parrocchie.

## Storia
La diocesi è stata eretta il 1º settembre 1899 con il breve In sublimi di papa Leone XIII, ricavandone il territorio dall'arcidiocesi di Pondicherry (oggi arcidiocesi di Pondicherry e Cuddalore).
Il 3 luglio 1929 ha ceduto una porzione di territorio a vantaggio della diocesi di São Tomé di Meliapore.
Il 26 maggio 1930 ha ceduto un'altra porzione del suo territorio a vantaggio dell'erezione della diocesi di Salem.

## Cronotassi dei vescovi
Si omettono i periodi di sede vacante non superiori ai 2 anni o non storicamente accertati.
- Hugues-Madelain Bottero, M.E.P. † (5 settembre 1899 - 21 maggio 1913 deceduto)
- Marie-Auguste Chapuis, M.E.P. † (21 maggio 1913 succeduto - 17 dicembre 1928 dimesso[3])
  - Sede vacante (1928-1931)
- Peter Francis Rayappa † (24 febbraio 1931 - 20 settembre 1954 dimesso[4])
- Daniel Paul Arulswamy † (5 maggio 1955 - 16 agosto 1988 dimesso)
- Peter Remigius (10 novembre 1989 - 30 giugno 2007 nominato vescovo di Kottar)
- Francis Antonysamy (31 maggio 2008 - 13 gennaio 2024 ritirato)
- Jeevanandam Amalanathan, dal 13 gennaio 2024

## Statistiche
La diocesi nel 2021 su una popolazione di 5.985.100 persone contava 262.426 battezzati, corrispondenti al 4,4% del totale.
| anno | popolazione | popolazione | popolazione | presbiteri | presbiteri | presbiteri | presbiteri                | diaconi | religiosi | religiosi | parrocchie |
| anno | battezzati  | totale      | %           | numero     | secolari   | regolari   | battezzati per presbitero | diaconi | uomini    | donne     | parrocchie |
| ---- | ----------- | ----------- | ----------- | ---------- | ---------- | ---------- | ------------------------- | ------- | --------- | --------- | ---------- |
| 1950 | 105.561     | 1.593.198   | 6,6         | 80         | 72         | 8          | 1.319                     |         | 20        | 176       | 48         |
| 1970 | 140.856     | 3.000.000   | 4,7         | 92         | 83         | 9          | 1.531                     |         | 13        | 382       | 48         |
| 1980 | 159.712     | 3.475.000   | 4,6         | 100        | 91         | 9          | 1.597                     |         | 23        | 504       | 64         |
| 1990 | 187.340     | 3.859.680   | 4,9         | 115        | 93         | 22         | 1.629                     |         | 35        | 556       | 64         |
| 1999 | 220.772     | 1.979.287   | 11,2        | 136        | 105        | 31         | 1.623                     |         | 71        | 468       | 74         |
| 2000 | 198.048     | 2.134.746   | 9,3         | 155        | 111        | 44         | 1.277                     |         | 69        | 453       | 75         |
| 2001 | 198.835     | 2.110.050   | 9,4         | 143        | 108        | 35         | 1.390                     |         | 64        | 661       | 76         |
| 2002 | 205.115     | 2.278.478   | 9,0         | 153        | 109        | 44         | 1.340                     |         | 70        | 478       | 76         |
| 2003 | 207.235     | 2.448.200   | 8,5         | 153        | 109        | 44         | 1.354                     |         | 87        | 542       | 78         |
| 2004 | 195.582     | 2.605.732   | 7,5         | 158        | 114        | 44         | 1.237                     |         | 87        | 545       | 80         |
| 2013 | 217.856     | 5.521.856   | 3,9         | 209        | 151        | 58         | 1.042                     |         | 133       | 543       | 89         |
| 2016 | 227.848     | 5.366.256   | 4,2         | 242        | 162        | 80         | 941                       |         | 164       | 612       | 92         |
| 2019 | 240.118     | 5.600.110   | 4,3         | 266        | 174        | 92         | 902                       |         | 232       | 670       | 97         |
| 2021 | 262.426     | 5.985.100   | 4,4         | 268        | 174        | 94         | 979                       |         | 226       | 647       | 93         |